# American Radiator Building
El American Radiator Building (llamado American Standart Building) es un edificio de estilo art déco y neogótico situado en la ciudad de Nueva York en los Estados Unidos en el borough de Manhattan. Está inscrito en el Registro Nacional de Lugares Históricos desde el 7 de mayo de 1980. Fue diseñado en 1924 por los arquitectos Raymond Hood y André Fouilhoux. Tiene 23 pisos y mide 103 metros de altura.

## Historia
Fue construido para la empresa American Radiator and Standard Sanitary Company. La forma de su estructura está basada en el diseño sin realizar del arquitecto finlandés Eliel Saarinen de la Tribune Tower del Chicago Tribune. Fue vendido a la empresa "the American Standard Co", y entonces fue propiedad japonesa (que lo tuvieron vacío durante varios años). En 1998, el edificio fue vendido a Philip Pilevsky por 15 millones de dólares, tres años después, el American Radiator Building fue convertido en el Bryant Park Hotel, con 130 habitaciones y un teatro en el sótano.
Fue pintado por Georgia O'Keeffe y se  convirtió en un cuadro muy célebre en los Estados Unidos.

## Arquitectura
El ladrillo negro (que simbolizaba el carbón) sobre la fachada del inmueble fue escogido para dar una imagen de solidez y darle su cotizado macizo. Los motivos góticos del edificio, inicialmente estaban recubiertos de una capa de oro (simbolizando el fuego, las llamas), y su entrada decorada con mármol y espejos negros. Para los adornos y las esculturas, Hood y Howells contrataron a Rene Paul Chambellan.

## Galería

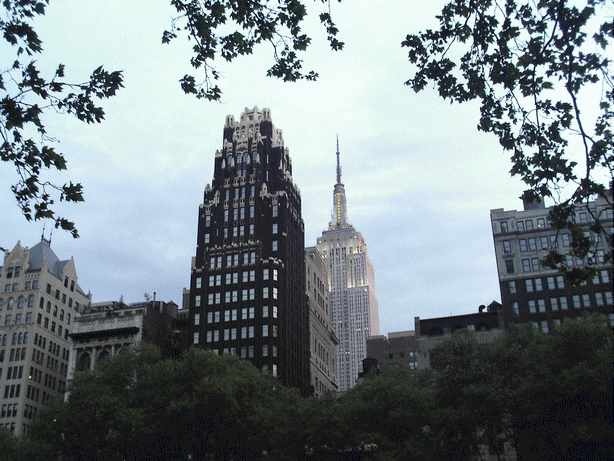
El American Radiator Building.
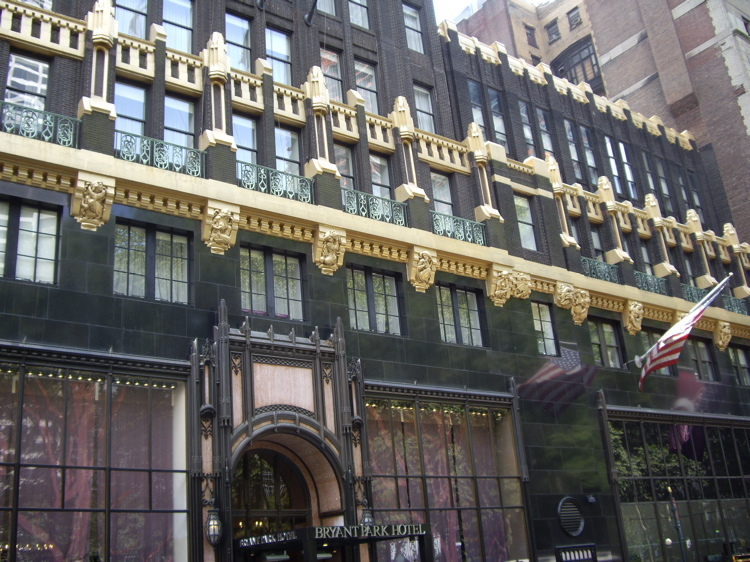
Entrada al edificio.
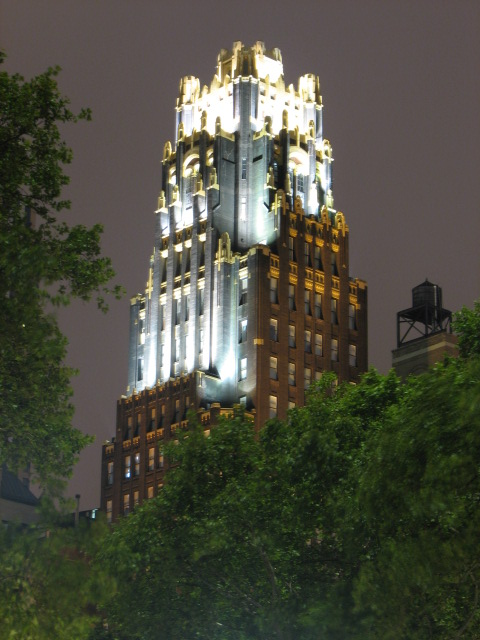
Vista nocturna.